# One: Number 31, 1950
U: Número 31 (títol original: One: Number 31, 1950) és un dels exemples més grans i més destacats de la tècnica del dripping de l'expressionisme abstracte de Jackson Pollock. L'obra va estar en mans d'un col·leccionista privat fins al 1968, quan la va comprar el Museu d'Art Modern (MoMA) de la ciutat de Nova York i s'hi ha exposat des de llavors.

## Context i estil
És una de les tres pintures de gran format pintades amb dripping (goteig) que Pollock va crear el 1950 al seu emblemàtic estudi en un graner de l'East Hampton; les altres dues són Autumn Rhythm (Number 30) i Blue Poles. Durant el procés de creació de One: Number 31, 1950, l'estiu de 1950, el fotògraf Hans Namuth va ser convidat a fer fotos que documentessin l'estudi i el treball de Pollock. En arribar, Namuth es va sentir decebut inicialment perquè Pollock va dir que el llenç gran amb pintura a l'oli i esmalt estava acabat. Tanmateix, aquesta sensació d'insatisfacció va durar poc, ja que Pollock va agafar espontàniament el seu pinzell i va començar a col·locar pintura negra, blanca i marró sobre la tela d'allò que Namuth va anomenar "una mena de ball".
Aquesta complexa barreja de "marrons, blaus i grisos amb blanc i negre", de brillantor variable, va ser la primera de les moltes pintures que Namuth va utilitzar per portar la pintura dripping de Pollock, en la qual utilitzava pals, pinzells rígids i altres instruments per llançar i tirar la pintura amb les mans lliures sobre un llenç col·locat al terra sota ell, a l'avantguarda del món de l'art. La pintura constitueix un dels molts exemples del menyspreu de Pollock pel concepte surrealista de l'accident que substitueix la consciència humana en la creació d'art, ja que la seva tècnica del dripping encapsulava els efectes gravitatoris aleatoris de la pintura llançada sobre el llenç. Ell mateix va expressar que en tota la seva pintura d'aquest estil "no hi ha accident, de la mateixa manera que no hi ha principi ni final". A més, mentre componia obres com One: Number 31, 1950, Pollock sempre s'havia sentit més còmode a terra, com va afirmar: "Estic més a gust. Em sento més a prop, més part de la pintura, ja que així puc caminar-hi, treballar des dels quatre costats i estar literalment a la pintura".

## Simbolisme
La juxtaposició en One: Number 31, 1950 de colors suaus amb esquitxades de pintura a la part superior representa un exemple indispensable de l'art expressionista abstracte. L'historiador de l'art Stephen Policari considerava que la pintura abocada de Pollock representava "una mena d'equilibri dinàmic congelat de ritme i energia sense fi" i creia que les diferents combinacions de corbes i línies rectes interactuaven entre elles de tal manera que creaven un esquema de llum i color tan complex que no es podria descriure en l'àmbit de la geometria euclidiana.
Els estudiosos del MoMA creuen que l'habilitat incomparable de Pollock es manifesta a través de les bandes de color entrellaçades de l'obra, que consideraven que aportaven una aura de poder i plenitud a la pintura en la seva totalitat, mantenint una sensació d'elegància i minuciositat en els detalls. De la mateixa manera, subratllen un sentit d'ordre fonamental enmig del caos i la infinitat de One: Number 31, 1950, que no conté cap punt focal o patró principal, fet que serveix de base a les interpretacions que deien que la pintura simbolitzava "la intensitat palpitant de la ciutat moderna, els ritmes primigenis de la natura i fins i tot les profunditats infinites del cosmos".

## Conservació i restauració
L'any 2013, One: Number 31, 1950 es va retirar de la seva ubicació a les sales del MoMA i es va col·locar plana a terra perquè els conservadors poguessin analitzar el quadre i preparar-ne la restauració. En primer lloc, com que la pintura no s'havia netejat des que va entrar a la col·lecció del MoMA el 1968, es va netejar amb esponges amb una solució d'aigua ajustada químicament per eliminar-ne la capa de brutícia groga i altra brutícia acumulada. En termes físics, no calia canviar la pintura, ja que el bastidor mantenia una tensió adequada i el llenç estava col·locat amb una capa discreta d'adhesiu de revestiment aplicat que evitava qualsevol transferència d'àcid. De fet, aquest revestiment formava part d'un tractament previ que s'hauria fet abans de 1968 i, com que el registre de conservació de la pintura era mínim abans que el MoMA la comprés, la pintura també podria haver patit un altre tractament, de manera que es va comparar amb una foto feta en una exposició a Portland el 1962 per buscar discrepàncies.
Els conservadors van descobrir que una àrea d'esquerdes, de resultes de la degradació natural de la pintura, s'havia sobrepintat, fet que es va confirmar amb radiografies, examen ultraviolat, espectroscòpia infraroja transformada de Fourier i espectrometria de fluorescència de raigs X. Després d'un examen posterior i de l'addició d'un dissolvent químic, la pintura blanca que cobria detalls del treball de Pollock, es va utilitzar més a les esquerdes que a les pèrdues de la capa de pintura. En un canvi respecte a la decisió del conservador de la dècada de 1960 d'una pintura immaculada sense cap signe d'envelliment, els conservadors del MoMA finalment van prendre l'opció estètica d'eliminar la pintura blanca de les esquerdes i simplement retocar-les amb pintura d'aquarel·la per permetre una intrusió mínima en l'aspecte de la pintura original.

## Actualitat
El 2019, One: Number 31, 1950 es va tornar a les sales d'exposició del MoMA per mostrar-la als seus més de 3 milions de visitants anuals. A més, l'obra és una de les moltes pintures de Pollock que s'han sotmès a l'anàlisi fractal que s'utilitza per demostrar l'autenticitat d'altres obres de Pollock, així com per aportar més informació sobre la geometria fractal en general.